# ARM Cortex-A510
ARM Cortex-A510은 ARM Cortex-A55의 후속작이자 최초의 ARMv9 고효율 "LITTLE" CPU이다. ARM Cortex-A710 "big" 코어와 함께 사용된다. 이 CPU는 ARM 홀딩스의 케임브리지 설계 팀이 완전히 새로 설계한 64비트 CPU이다.

## 설계
Cortex-A510은 고효율에 중점을 둔 "LITTLE" CPU 코어로, 이전 세대 대비 다음과 같은 개선 사항이 있다.
- Cortex-A55가 2-와이드였던 것에 비해 3-와이드 인오더 설계이다.[4]
- 3-와이드 페치 및 디코드 프론트엔드와 3-와이드 발행 및 백엔드 실행을 포함하며, 3개의 ALU를 포함한다.[5]

- Cortex-A55 대비 35% 성능 향상
- Cortex-A55 대비 20% 더 에너지 효율적
- 3배 ML 향상[1]

ARM은 2022년 6월 28일 다른 CPU 코어들과 함께 Cortex-A510 CPU 코어의 업데이트를 발표했다.
이 업데이트는 전력 효율을 5% 향상시켰고, 8개 코어에서 최대 12개 코어로 확장성을 높였다. 또한, 업데이트된 버전은 32비트 지원으로 구성될 수 있었지만, 원래 버전은 64비트 전용이었다.

## 아키텍처 비교
"LITTLE" 코어
| uArch                   | Cortex-A53       | Cortex-A55       | Cortex-A510      | Cortex-A520     | Cortex-A530   |
| ----------------------- | ---------------- | ---------------- | ---------------- | --------------- | ------------- |
| 코드명                  | Apollo           | Ananke           | Klein            | Hayes           | Nevis         |
| 최대 클럭 속도          | 2.3 GHz          | 2.1 GHz          | 2.0 GHz          | 2.0 GHz         | -             |
| 아키텍처                | ARMv8.0-A        | ARMv8.2-A        | ARMv9.0-A        | ARMv9.2-A       | ARMv9.2-A     |
| AArch                   | 32비트 및 64비트 | 32비트 및 64비트 | 32비트 및 64비트 | 64비트          | 64비트        |
| 분기 예측기 기록 (항목) | 3072             | -                | -                | -               | -             |
| 최대 처리 중            | 없음 (인오더)    | 없음 (인오더)    | 없음 (인오더)    | 없음 (인오더)   | 없음 (인오더) |
| L0 (Mops 항목)          | 없음             | 없음             | 없음             | 없음            | 없음          |
| L1-I + L1-D             | 8/64+8/64 KiB    | 16/64+16/64 KiB  | 32/64+32/64 KiB  | 32/64+32/64 KiB | -             |
| L2                      | 0–256 KiB        | 0–256 KiB        | 0–512 KiB        | 0–512 KiB       | -             |
| L3                      | 없음             | 0–4 MiB          | 0–16 MiB         | 0–32 MiB        | -             |
| 디코드 폭               | 2                | 2                | 3                | 3 (2 ALU)       | -             |
| 디스패치                | 8                | 8                |                  |                 |               |

## 활용
Cortex-A510 CPU 코어는 다음 SoC에 사용된다.
- 퀄컴 • 스냅드래곤 8세대 1[10] • 스냅드래곤 8+세대 1[11] • 스냅드래곤 8세대 2[12] • 스냅드래곤 7세대 1[13] • 스냅드래곤 7+세대 2[14]
- 미디어텍 • 디멘시티 9200+[15] • 디멘시티 9200[16] • 디멘시티 9000+[17] • 디멘시티 9000[18] • 디멘시티 8300 • 디멘시티 7200[19]
- 삼성 • 엑시노스 2200[20]
- 하이실리콘 • 기린 9000S[21]
- 구글 • 텐서 G3[22]